# Verdon
Verdon je řeka v jihovýchodní Francii (Provence-Alpes-Côte d'Azur). Je 200 km dlouhá.

## Průběh toku
Pramení v Provensálských Alpách. Protéká soutěskami (mj. Grand canyon du Verdon a Gorges de Baudinard). Ústí zleva do řeky Durance (povodí Rhône).

## Vodní režim
Na přelomu podzimu a zimy a na jaře dochází k povodním.

## Využití
Na horním toku byly vybudovány přehradní nádrže a vodní elektrárny. Na dolním toku se využívá na zavlažování.